# Jardin botanique royal de Cordoue
Le jardin botanique royal de Cordoue (Real Jardín Botánico de Córdoba) est un jardin botanique situé dans la ville de Cordoue, dans la communauté autonome d'Andalousie, en Espagne. Ouvert en 1987, il présente plusieurs collections de plantes au grand public, aux étudiants et aux chercheurs. Le jardin abrite un musée de paléobotanique et un musée d'ethnobotanique.

## Histoire
Le jardin botanique de Cordoue a été créé en 1987 pour former un musée vivant de plantes à usage culturel et scientifique. Le jardin botanique royal de Cordoue est administré par l'Institut municipal de gestion environnementale (Instituto Municipal de Gestión Medioambiental, abrégé en IMGEMA), qui administre également le Musée d'ethnobotanique, le Musée de paléobotanique, les moulins de Martos, de La Alegría et de San Antonio,ainsi que la Cour de la nature du Parc de la Asomadilla et le Centre d'éducation environnementale. Le conseil directeur de l'IMGEMA est formé de membres désignés par l'Ayuntamiento de Córdoba et l'université de Cordoue dans le cadre d'un accord de coopération entre ces deux institutions. En 2016, sa présidente est Amparo Pernichi López.
En 2012, à l'occasion du vingt-cinquième anniversaire de la création du jardin botanique de Cordoue, le roi Juan Carlos Ier lui accorde le titre de « royal », d'où son nom actuel de Jardin botanique royal de Cordoue.
Le jardin botanique royal de Cordoue fait partie du réseau Botanic Gardens Conservation International.

## Description
Le jardin botanique royal de Cordoue se trouve sur la rive sud du Guadalquivir, Avenida de Linneo. Il s'étend sur 7,5 hectares de surface cultivée.

### Partie centrale
L'entrée du jardin (en 2016) passe par un centre d'accès qui débouche sur la place centrale du jardin, la Plaza Elena Moreno, de forme circulaire. En son centre s'élève un arbre fossile vivant, un Cycas revoluta âgé d'environ 250 ans.
Trois grandes serres s'élèvent de l'autre côté de la place, en face du centre d'accès.
- L'une abrite une collection de plantes du genre Encephalartos, qui ne se rencontrent à l'état naturel que dans certaines zones du sud de l'Afrique. C'est la collection de ce genre la plus complète qui existe actuellement sur le territoire espagnol[5].
- Les serres centrales (Invernaderos Centrales) abritent une collection d'espèces végétales originaires des îles Canaries, divisée en trois modules. Le premier module, à l'atmosphère humide, est consacré aux espèces croissant dans la laurisylve et le fayal-brezal (type de forêt des îles Canaries, voir l'article espagnol). Le deuxième, d'atmosphère plus sèche, représente des écosystèmes exclusifs à ces îles, comme le tabaibal-cardonal, le dragonal ou le pinar. Le troisième module abrite une collection de fougères. Au centre des serres centrales se trouvent deux pieds de Ruizia cordata, arbre de l'île de la Réunion, pratiquement éteint dans son milieu d'origine[5].
- Une troisième serre abrite des plantes originaires des milieux désertiques d'Afrique avec des genres rares comme Aloe, Euphorbia et Crassula[5].

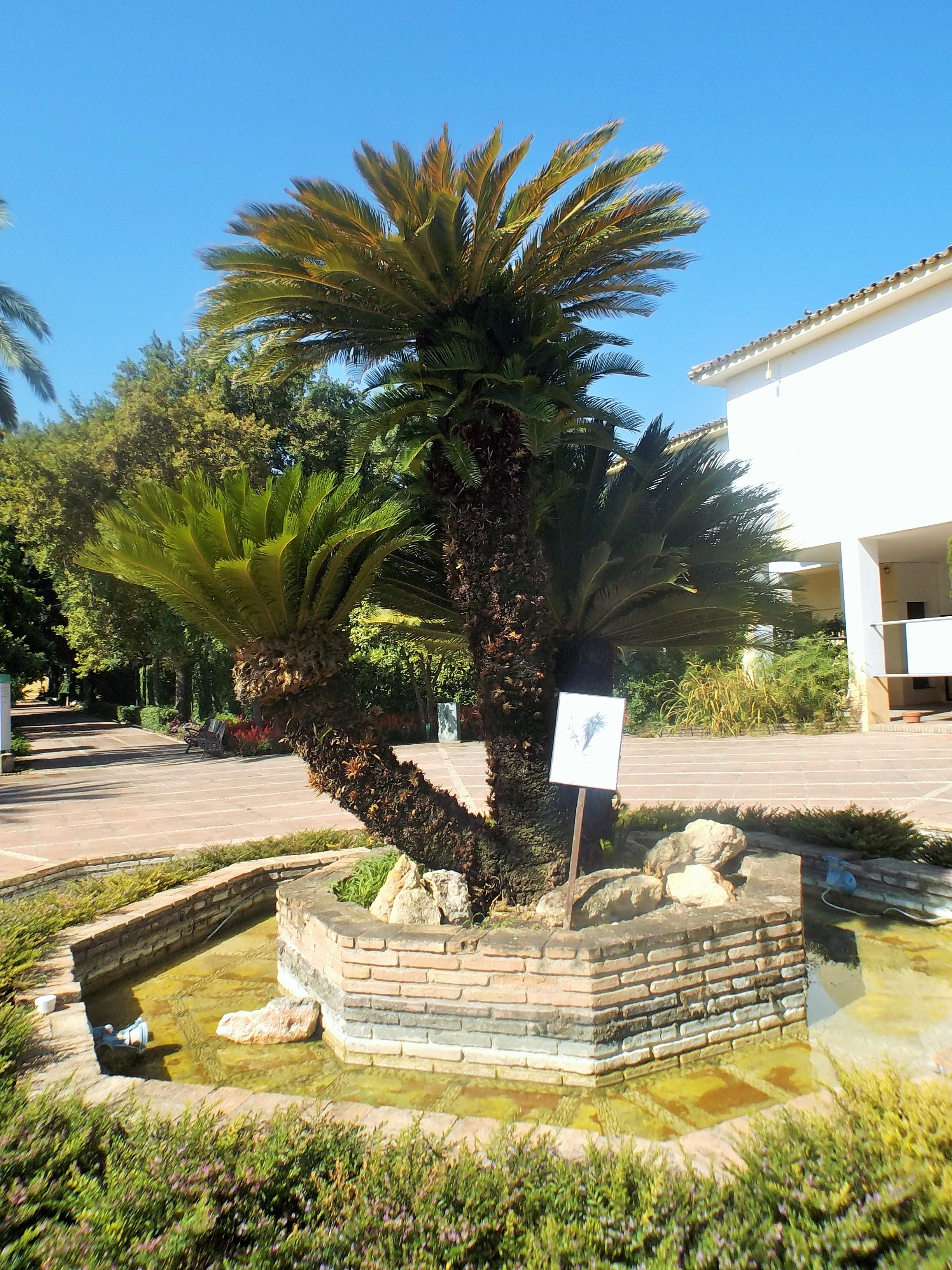
Le cycas revoluta de la Plaza Elena Moreno.
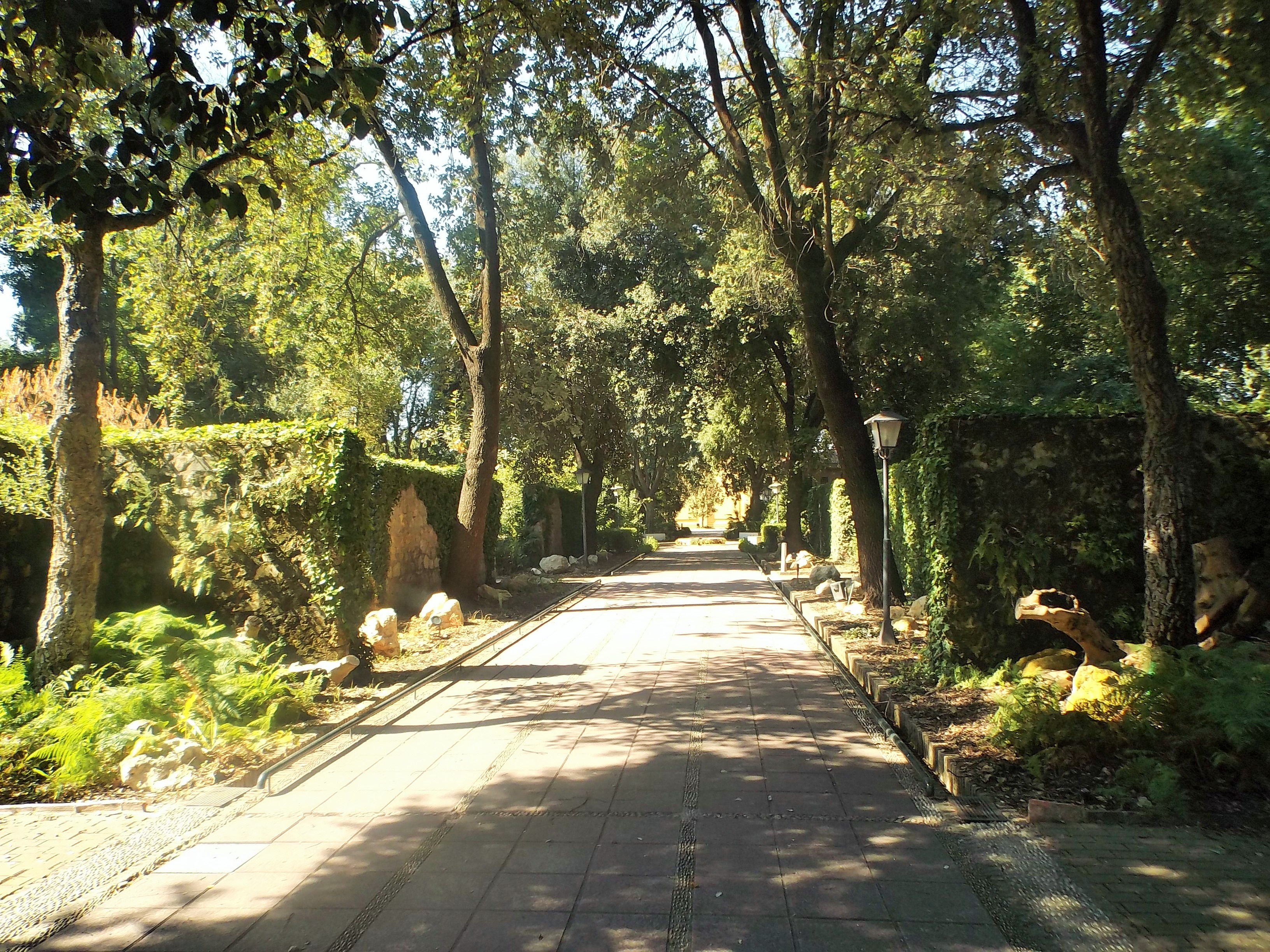
Une allée du jardin.
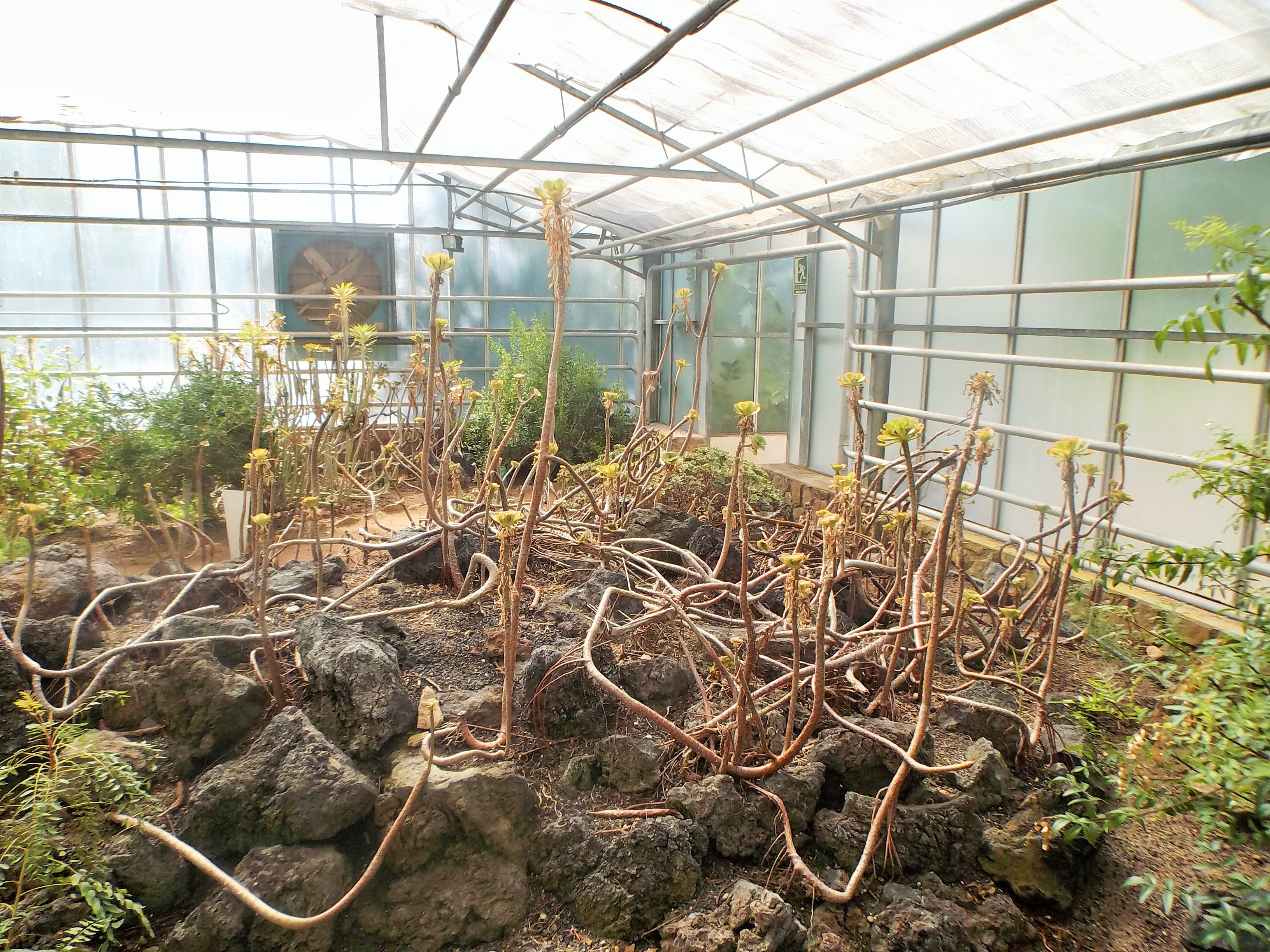
Un Aeonium manriqueorum dans les serres centrales.
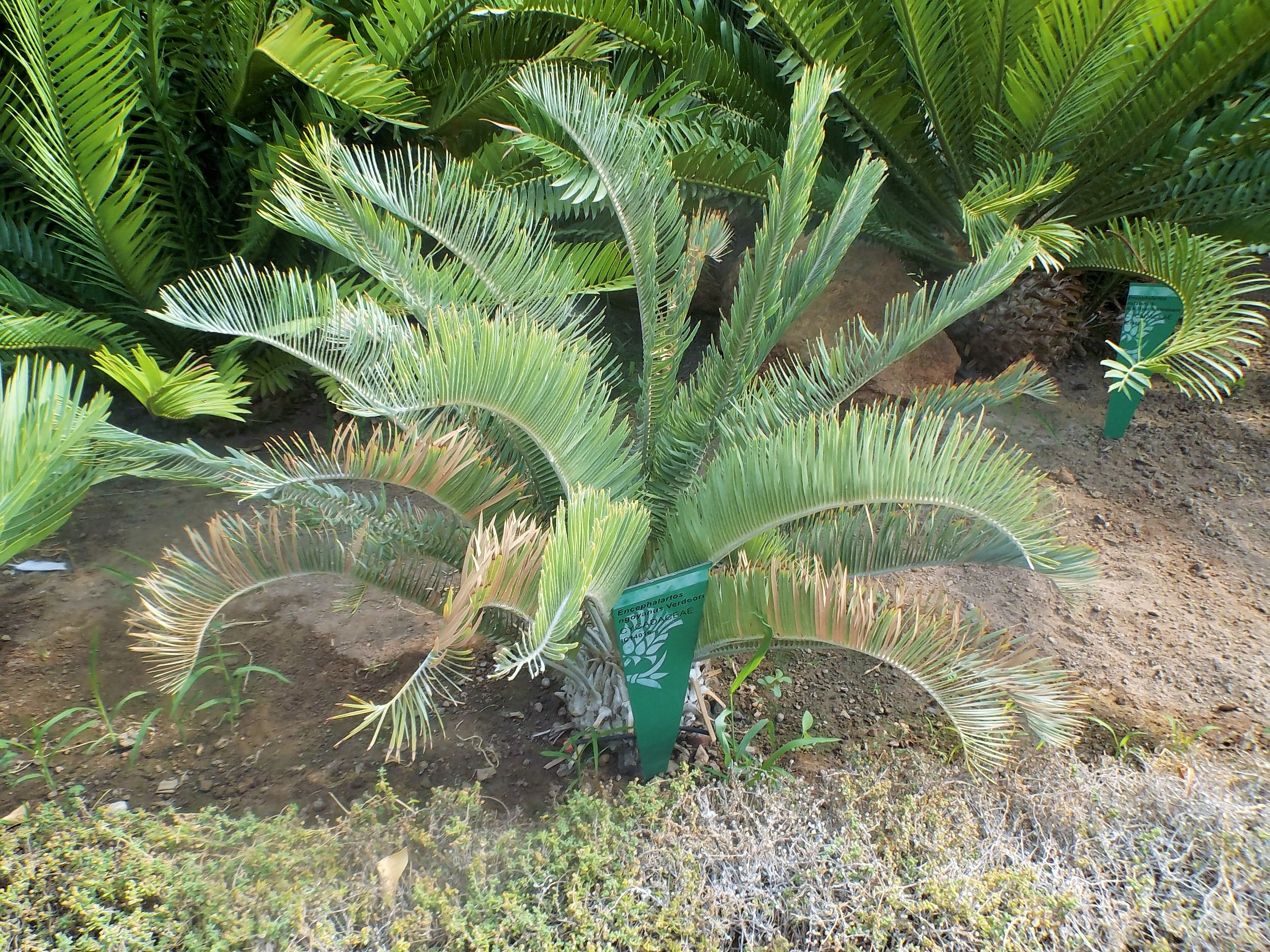
Un Encephalartos ngoyanus dans la serre des Encephalartos.

### Partie ouest

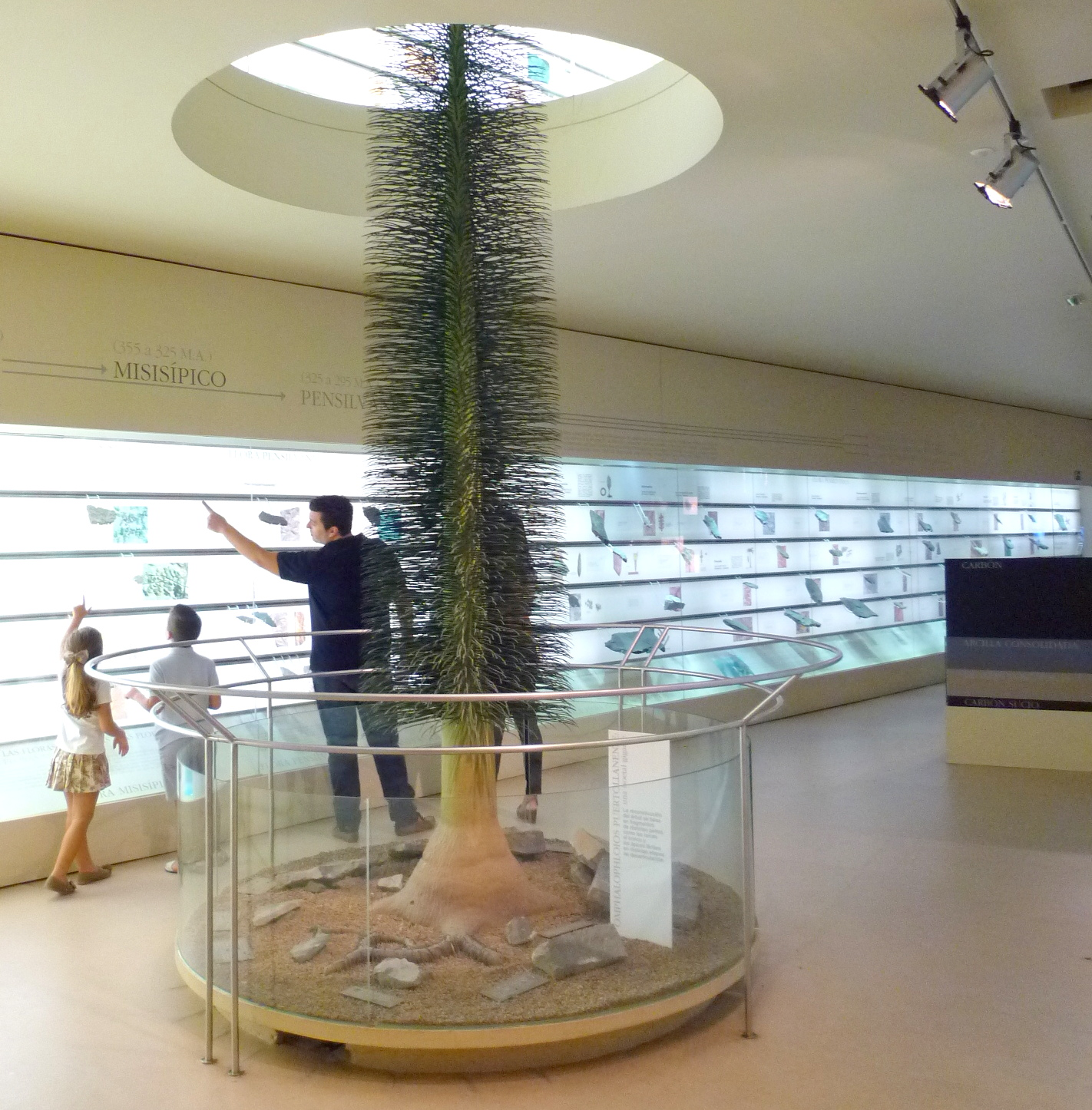
Rez-de-chaussée du Musée de paléobotanique.

La partie ouest des jardins abrite plusieurs espaces distincts. Une forêt miniature reproduit les milieux forestiers rencontrés dans les environs de Cordoue en utilisant la technique des bonzaïs. Un jardin tactile et olfactif, dont les plantes sont étiquetées en alphabet braille, est conçu pour être accessible aux personnes aveugles ou malvoyantes. L'école ethnobotanique expose des plantes aux usages humains multiples : espèces toxiques, aromatiques, médicinales, plantes cosmétiques ou utilisées en parfumerie, teintures, plantes utilisées comme conservateurs, etc. L'école agricole est une zone où sont cultivées des plantes présentant un intérêt agricole : arbres fruitiers, agrumes, vignes, oliviers, céréales... La roseraie expose une petite collection d'espèces de roses. L'Arboretum est une collection d'arbres et d'arbustes du monde entier comprenant plus de 200 espèces différentes regroupées en fonction de leur physionomie et de leur nature taxonomique : palmiers, conifères, arbres à feuilles caduques, arbustes légumineux, etc. 
Enfin, la partie ouest du jardin abrite le Musée de paléobotanique. Ce musée est situé dans le bâtiment du Moulin de La Alegría, dont les parties les plus anciennes remontent au Moyen âge et à la Renaissance. Les collections du musée présentent des spécimens de fossiles végétaux représentatifs des différentes flores terrestres qui ont vécu au fil de l'histoire de la Terre et expliquent les outils et les buts de la paléobotanique. Les collections du Musée de paléobotanique comprennent environ 110 000 spécimens, dont 107 000 relevant de la flore carbonifère, la grande majorité provenant de gisements espagnols.

### Partie est
La partie est du jardin est également divisée en plusieurs zones cultivées, moins nombreuses mais de plus grande taille. La zone du patio cordouan regroupe de nombreuses plantes de toutes les parties du monde employées pour la décoration des patios à Cordoue au fil des siècles et des apports culturels variés intégrés à la ville. L'école botanique regroupe des espèces autochtones espagnoles regroupées et classées selon leur parenté phylogénétique et taxonomique. Plus loin, la Banco de Germoplasma Vegetal Andaluz (BGVA) est consacrée à la préservation du patrimoine génétique de la flore andalouse dans toute sa diversité. Les serres américaines (Invernaderos americanos) exposent des échantillons représentatifs de la flore du continent américain, cultivées dans plusieurs salles reproduisant des milieux climatiques variés. 
Enfin, cette partie du jardin accueille également le Musée d'ethnobotanique. C'est un musée interactif consacré à l'ethnobotanique, c'est-à-dire à l'étude du rôle des plantes dans les cultures humaines et des relations entre humains et végétaux. L'exposition permanente montre la place primordiale des plantes dans les cultures du monde entier depuis la Préhistoire jusqu'à nos jours, en passant par l'époque des Grandes Découvertes et des expéditions scientifiques vers le Nouveau Monde, et l'émergence progressive d'une conscience écologique. La visite se termine par une exposition montrant les principales biomasses de la Terre et l'importance de la préservation de l'environnement.

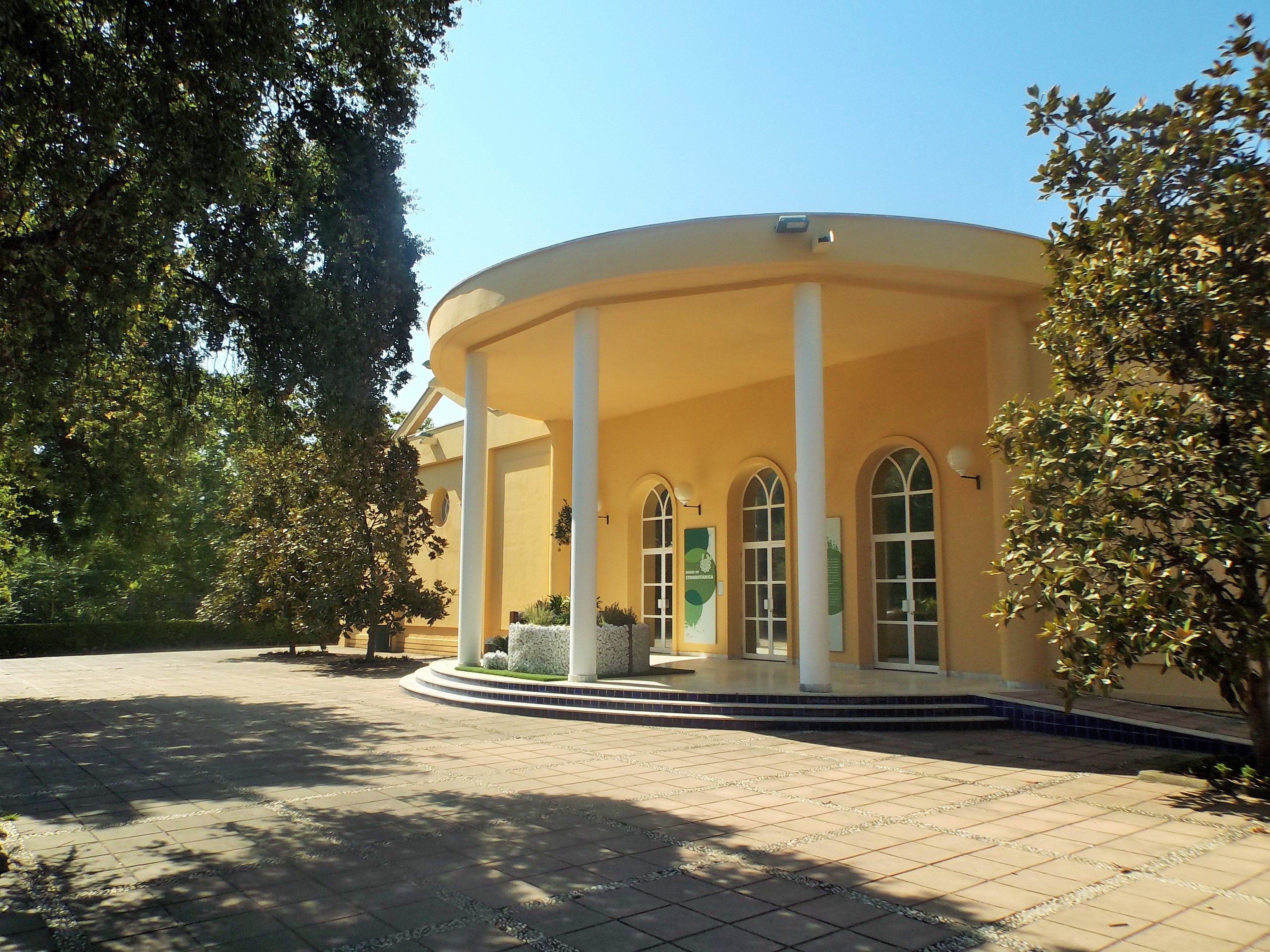
Entrée du Musée d'ethnobotanique.
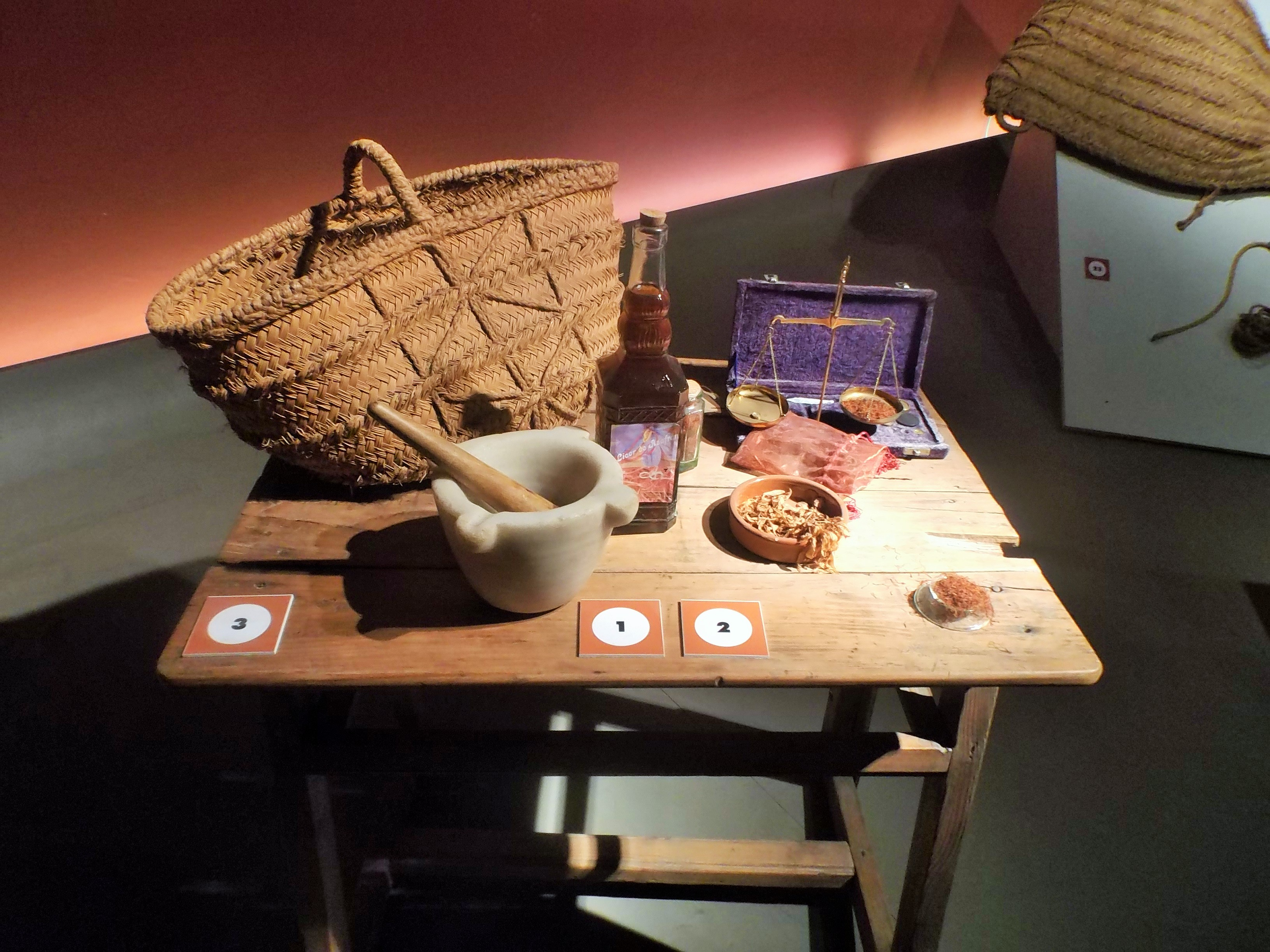
Objets liés à la culture du safran.
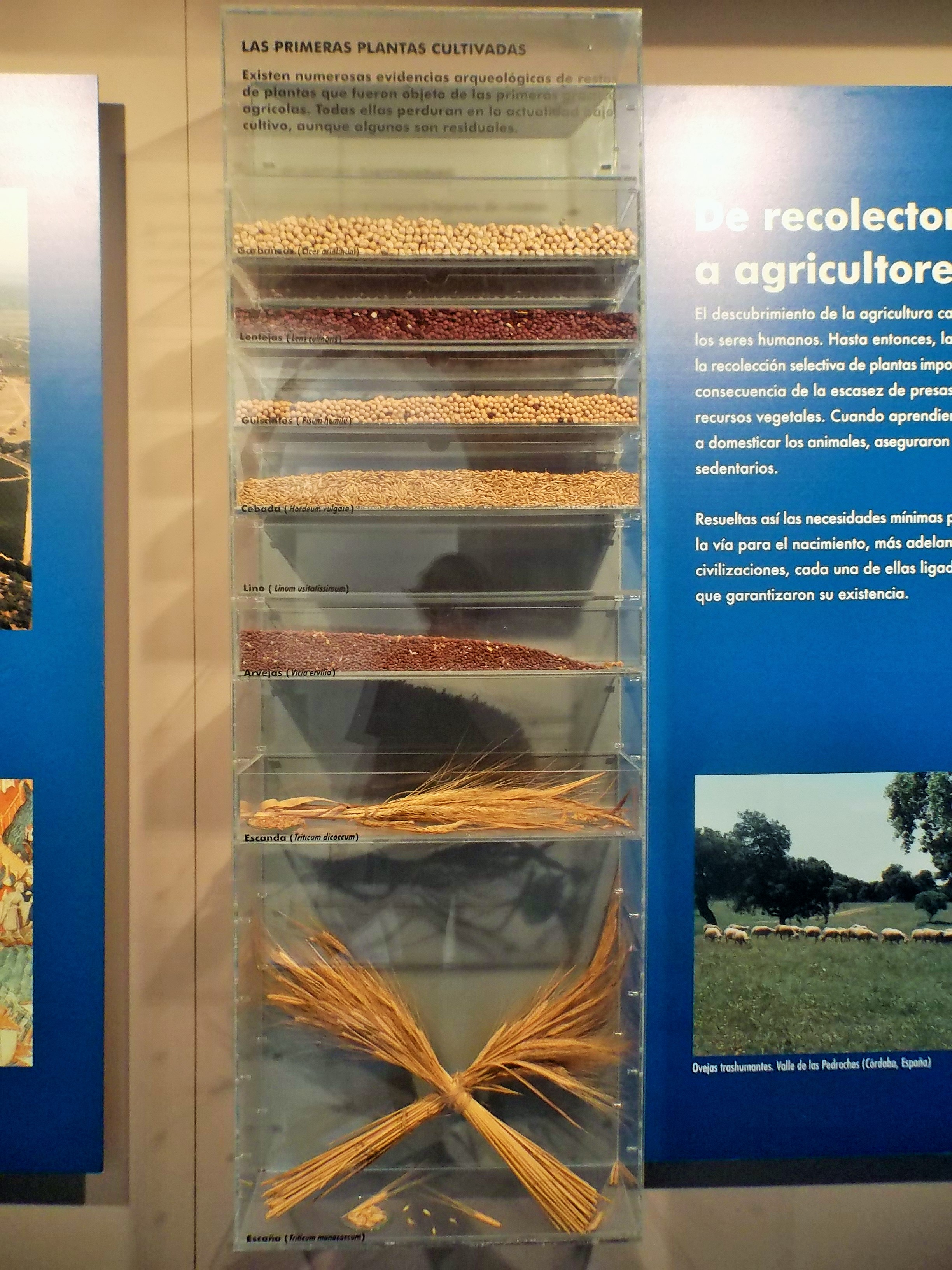
Typologie des plus anciennes plantes cultivées.